# Lingua galiziana
Il galiziano, anche chiamato gallego, galego o gagliego (nome nativo galego, AFI: /ɡaˈleɣo̝/; in spagnolo gallego; in portoghese galego), è una lingua romanza parlata in Galizia, nel nord del Portogallo e territori limitrofi a est.

## Descrizione

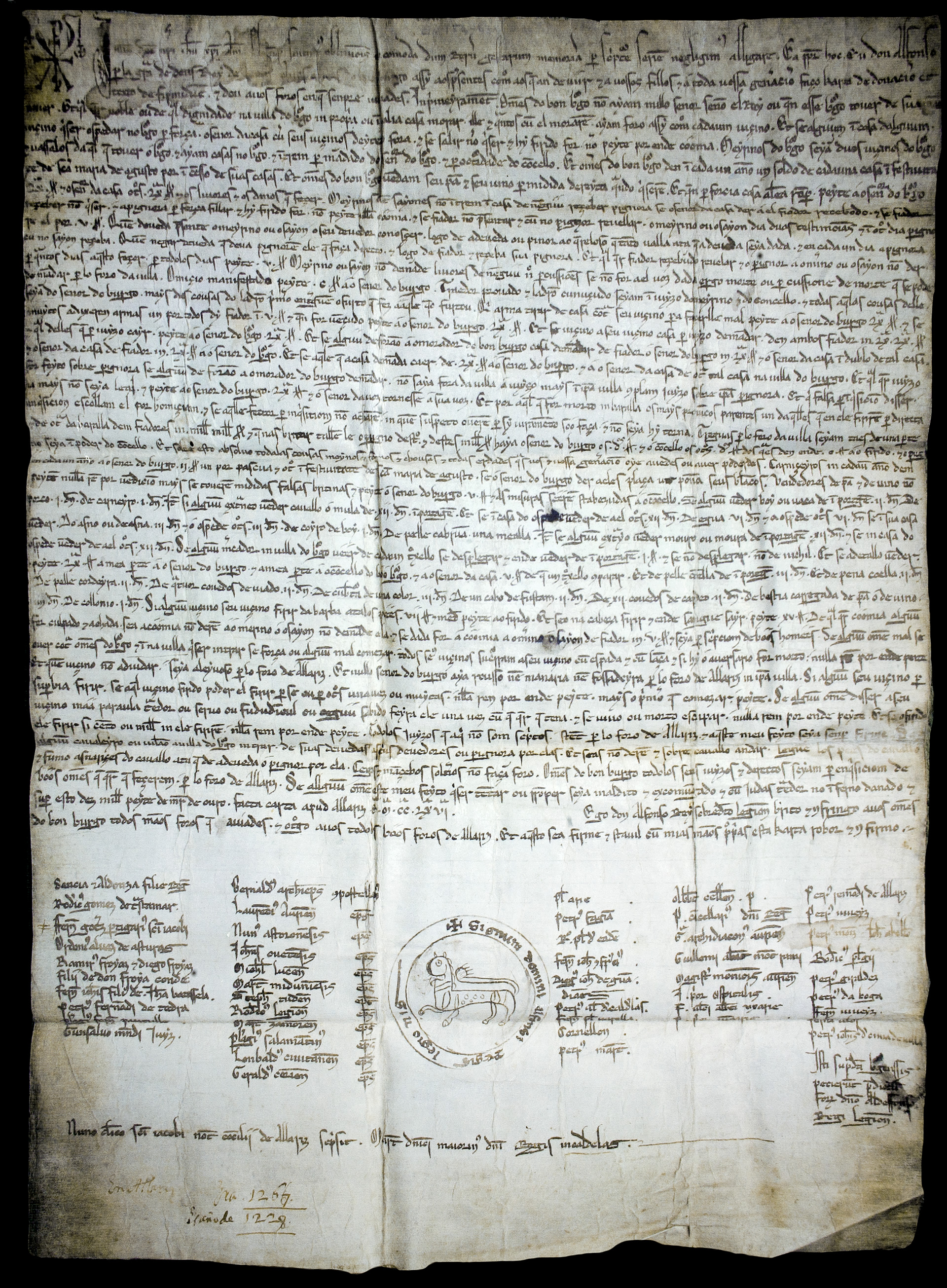
Il più antico documento in lingua gallega

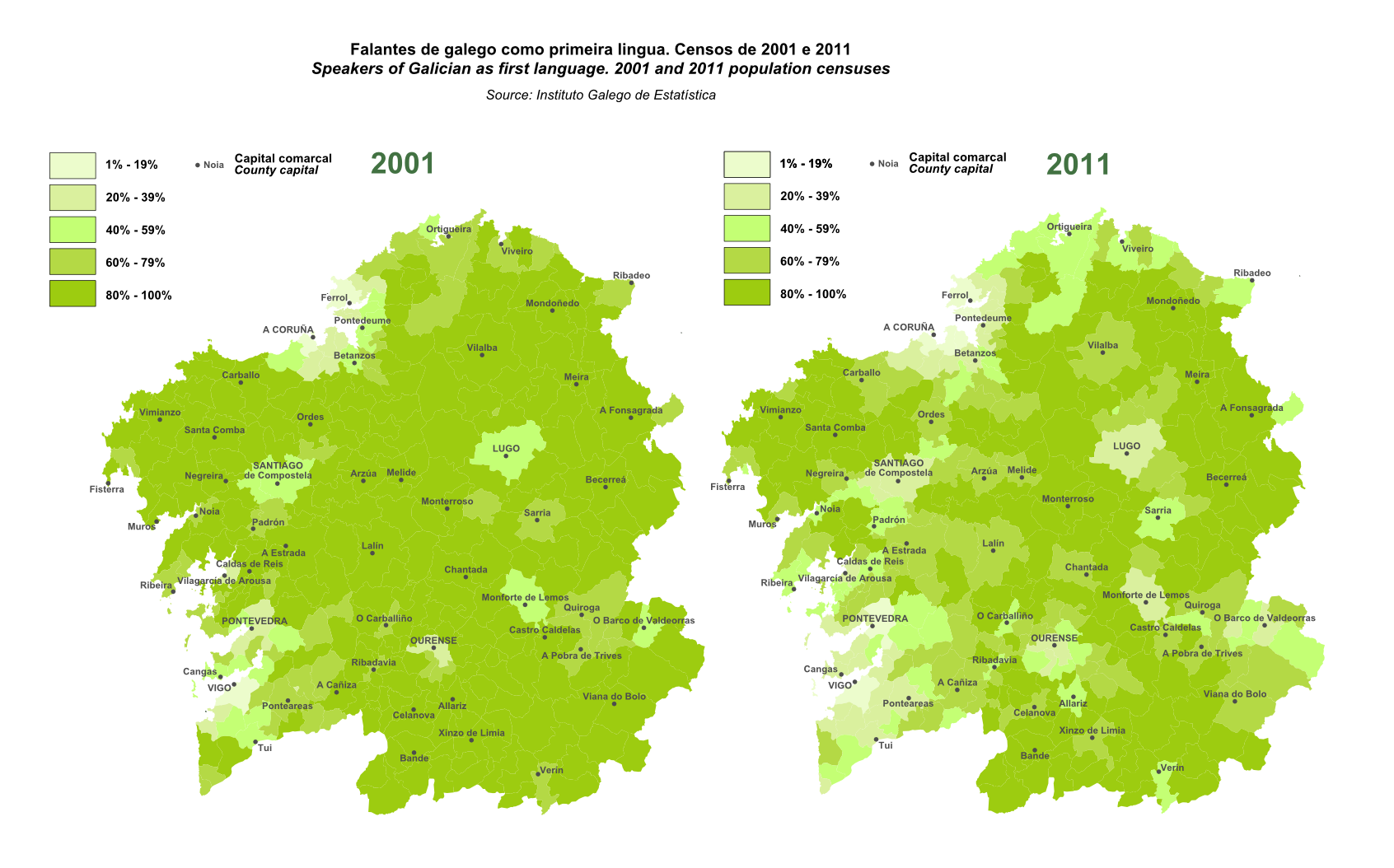
Situazione del galiziano in Galizia oggi

Si forma nel XII secolo come risultato dell'assimilazione del latino volgare portato nel II secolo dai conquistatori romani.
Ci fu un momento in cui il galiziano arrivò a essere la lingua colta fuori dalla Galizia e dal Portogallo; basti infatti ricordare che scriveva in galiziano il re Alfonso X "el sabio" nelle sue Cantigas de Santa Maria.
Il galego-portoghese ebbe un'esistenza ufficiale e piena per quasi 700 anni, finché tra la fine del XIV secolo e gli inizi del XV secolo salì al potere una nobiltà di origine castigliana che favorì la repressione della lingua e la perdita della funzione pubblica, ufficiale, letteraria e religiosa del galiziano fino alla fine del XIX secolo. Questi saranno gli anni denominati "Séculos Escuros" (Secoli bui). In questo stesso periodo il portoghese riuscì ugualmente a svilupparsi liberamente e a proteggersi grazie alla sua capacità di svincolarsi dalla dominazione castigliana.
Attualmente il galiziano è la lingua ufficiale della comunità autonoma galiziana, parlato da circa 3 milioni di persone insieme allo spagnolo.
Tutti gli anni il 17 maggio si celebra il giorno della letteratura galiziana ("Día das Letras Galegas") dedicato ad uno scrittore, eletto dalla Reale accademia della lingua galiziana, almeno a 10 anni dalla sua morte.
Questa iniziativa, oltre ad avere una forte importanza culturale, serve anche agli organismi ufficiali per potenziare l'uso e la conoscenza di questa lingua.
Altre organizzazioni come la AGAL (Associazione Galiziana della Lingua), o il MDL (Movimento di Difesa della Lingua), hanno una grande importanza nel potenziamento e nel riconoscimento internazionale della lingua propria della Galizia.

## Vocabolario

### I numeri
| #                 | Galego                 | Pronuncia standard          |
| ----------------- | ---------------------- | --------------------------- |
| 0                 | cero                   | [ˈθɛɾʊ]                     |
| 1                 | un                     | [uŋ]                        |
| 2                 | dous                   | [dows]                      |
| 3                 | tres                   | [tɾes]                      |
| 4                 | catro                  | [ˈkatɾʊ]                    |
| 5                 | cinco                  | [ˈθiŋkʊ]                    |
| 6                 | seis                   | [sejs]                      |
| 7                 | sete                   | [ˈsɛtɪ]                     |
| 8                 | oito                   | [ˈojtʊ]                     |
| 9                 | nove                   | [ˈnɔβɪ]                     |
| 10                | dez                    | [dɛθ]                       |
| 11                | once                   | [ˈonθɪ]                     |
| 12                | doce                   | [ˈdoθɪ]                     |
| 13                | trece                  | [ˈtɾeθɪ]                    |
| 14                | catorce                | [kaˈtoɾθɪ]                  |
| 15                | quince                 | [ˈkinθɪ]                    |
| 16                | dezaseis               | [dɛθaˈsejs]                 |
| 17                | dezasete               | [dɛθaˈsɛtɪ]                 |
| 18                | dezaoito               | [dɛθaˈojtʊ]                 |
| 19                | dezanove               | [dɛθaˈnɔβɪ]                 |
| 20                | vinte                  | [ˈbintɪ]                    |
| 21                | vinte e un             | [bintɛˈuŋ]                  |
| 22                | vinte e dous           | [bintɛˈðows]                |
| 23                | vinte e tres           | [bintɛˈtɾes]                |
| 24                | vinte e catro          | [bintɛˈkatɾʊ]               |
| 25                | vinte e cinco          | [bintɛˈθiŋkʊ]               |
| 26                | vinte e seis           | [bintɛˈsejs]                |
| 27                | vinte e sete           | [bintɛˈsɛtɪ]                |
| 28                | vinte e oito           | [bintɛˈojtʊ]                |
| 29                | vinte e nove           | [bintɛˈnɔβɪ]                |
| 30                | trinta                 | [ˈtɾintɐ]                   |
| 31                | trinta e un            | [tɾintɛˈuŋ]                 |
| 38                | trinta e oito          | [tɾintɛˈojtʊ]               |
| 40                | corenta                | [koˈɾɛntɐ]                  |
| 50                | cincuenta              | [θiŋˈkwɛntɐ]                |
| 60                | sesenta                | [seˈsɛntɐ]                  |
| 70                | setenta                | [seˈtɛntɐ]                  |
| 80                | oitenta                | [ojˈtɛntɐ]                  |
| 90                | noventa                | [noˈβɛntɐ]                  |
| 100               | cen                    | [θɛŋ]                       |
| 101               | cento un               | [ˈθɛntʊ uŋ]                 |
| 200               | douscentos             | [dowsˈθɛntʊs]               |
| 300               | trescentos             | [tɾesˈθɛntʊs]               |
| 400               | catrocentos            | [katɾʊˈθɛntʊs]              |
| 500               | cincocentos, quiñentos | [θiŋkʊˈθɛntʊs], [kiˈɲɛntʊs] |
| 1000              | mil                    | [mil]                       |
| 2000              | dous mil               | [dows mil]                  |
| 1 000 000         | un millón              | [uŋ miˈʎoŋ]                 |
| 1 000 000 000     | mil millóns            | [mil miˈʎoŋs]               |
| 1 000 000 000 000 | un billón              | [um biˈʎoŋ]                 |
| maggiore          | maior                  | [maˈjoɾ]                    |
| minore            | menor                  | [meˈnoɾ]                    |
| molti             | moitos                 | [ˈmojtʊs]                   |

### I giorni della settimana
| Italiano  | Galego   | Pronuncia standard |
| --------- | -------- | ------------------ |
| lunedì    | luns     | [luŋs]             |
| martedì   | martes   | [ˈmaɾtɪs]          |
| mercoledì | mércores | [ˈmɛɾkʊɾɪs]        |
| giovedì   | xoves    | [ˈʃɔβɪs]           |
| venerdì   | venres   | [ˈbɛnrɪs]          |
| sabato    | sábado   | [ˈsaβɐðʊ]          |
| domenica  | domingo  | [doˈmiŋgʊ]         |

### I mesi
| Italiano  | Galego   | Pronuncia standard |
| --------- | -------- | ------------------ |
| gennaio   | xaneiro  | [ʃaˈnejɾʊ]         |
| febbraio  | febreiro | [feˈβɾejɾʊ]        |
| marzo     | marzo    | [ˈmaɾθʊ]           |
| aprile    | abril    | [aˈβɾil]           |
| maggio    | maio     | [ˈmajʊ]            |
| giugno    | xuño     | [ˈʃuɲʊ]            |
| luglio    | xullo    | [ˈʃuʎʊ]            |
| agosto    | agosto   | [aˈɣostʊ]          |
| settembre | setembro | [seˈtɛmbɾʊ]        |
| ottobre   | outubro  | [owˈtubɾʊ]         |
| novembre  | novembro | [noˈβɛmbɾʊ]        |
| dicembre  | decembro | [deˈθɛmbɾʊ]        |

### Le stagioni
| Italiano  | Galego     | Pronuncia standard |
| --------- | ---------- | ------------------ |
| primavera | primaveira | [pɾimaˈβɛɾɐ]       |
| estate    | verán      | [beˈɾaŋ]           |
| autunno   | outono     | [owˈtonʊ]          |
| inverno   | inverno    | [imˈbɛɾnʊ]         |

### I pasti
| Italiano  | Galego  | Pronuncia standard |
| --------- | ------- | ------------------ |
| colazione | almorzo | [alˈmoɾθʊ]         |
| pranzo    | xantar  | [ʃanˈtaɾ]          |
| merenda   | merenda | [meˈɾendɐ]         |
| cena      | cea     | [ˈθeɐ]             |

### Cibo e bevande
| Galego            | Italiano         |
| ----------------- | ---------------- |
| aceite            | olio d'oliva     |
| arroz             | riso             |
| atún              | tonno            |
| auga              | acqua            |
| azucre            | zucchero         |
| bacallau          | baccalà          |
| beber             | bere             |
| bebida            | bevanda          |
| biscoito, galleta | biscotto         |
| bombón            | cioccolatino     |
| café              | caffè            |
| caldo             | brodo            |
| camarón           | gamberetto       |
| carne             | carne            |
| castaña           | castagna         |
| cebola            | cipolla          |
| cervexa           | birra            |
| chocolate         | cioccolato       |
| cogomelo          | fungo            |
| col               | cavolo           |
| coliflor          | cavolfiore       |
| comer             | mangiare         |
| comida            | cibo             |
| ensalada          | insalata         |
| fariña            | farina           |
| froita            | frutta           |
| froito            | frutto           |
| gamba             | gambero          |
| lagosta           | aragosta         |
| lambetada         | caramella        |
| laranxa           | arancia          |
| leite             | latte            |
| leituga           | lattuga          |
| licor             | liquore          |
| limón             | limone           |
| lombarda          | cavolo rosso     |
| lura              | calamaro         |
| macarrón          | pasta            |
| manteiga          | burro            |
| mariscos          | frutti di mare   |
| mel               | miele            |
| mexillón          | cozza, mitilo    |
| millo             | mais, granturco  |
| noz               | noce             |
| oliva             | oliva            |
| ostra             | ostrica          |
| ovo               | uovo             |
| pan               | pane             |
| pastel, torta     | torta            |
| pataca            | patata           |
| peixe             | pesce            |
| pementa           | pepe             |
| piruleta          | lecca-lecca      |
| polbo             | polpo            |
| polo              | pollo            |
| polo              | ghiacciolo       |
| queixo            | formaggio        |
| repolo            | cavolo cappuccio |
| sal               | sale             |
| sopa              | zuppa            |
| tomate            | pomodoro         |
| uva               | uva              |
| verdura           | verdura          |
| vinagre           | aceto            |
| viño              | vino             |
| xeado             | gelato           |
| xamón             | prosciutto       |
| xelea             | marmellata       |
| zume              | succo            |

### Altro
| Italiano        | Galego         | Pronuncia standard   |
| --------------- | -------------- | -------------------- |
| terra           | terra          | [ˈtɛrɐ]              |
| cielo           | ceo            | [ˈθɛʊ]               |
| acqua           | auga           | [ˈawɣɐ]              |
| fuoco           | lume; fogo     | [ˈlumɪ]; [ˈfɔɣʊ]     |
| aria            | ar, aire       | [aɾ], [ˈajɾɪ]        |
| ghiaccio        | xeo            | [ˈʃeʊ]               |
| vento           | vento          | [ˈbentʊ]             |
| fiume           | río            | [ˈriʊ]               |
| uomo            | home           | [ˈɔmɪ]               |
| donna           | muller         | [muˈʎɛɾ]             |
| padre           | pai            | [paj]                |
| madre           | nai            | [naj]                |
| nonno           | avó            | [aˈβo]               |
| nonna           | avoa           | [aˈβoɐ]              |
| mangiare        | comer          | [koˈmeɾ]             |
| bere            | beber          | [beˈβeɾ]             |
| burro           | manteiga       | [manˈtejɣɐ]          |
| piatto          | prato          | [ˈpɾatʊ]             |
| grande          | grande         | [ˈgɾandɪ]            |
| piccolo         | pequeno        | [peˈkenʊ]            |
| notte           | noite          | [ˈnojtɪ]             |
| giorno          | día            | [ˈdiɐ]               |
| parola          | palabra        | [paˈlaβɾɐ]           |
| pane            | pan            | [paŋ]                |
| cane            | can            | [kaŋ]                |
| gatto           | gato           | [ˈgatʊ]              |
| stella          | estrela        | [es̺ˈtɾelɐ]           |
| fiore           | flor           | [floɾ]               |
| casa            | casa           | [ˈkas̺ɐ]              |
| cavallo         | cabalo         | [kaˈβalʊ]            |
| volpe           | raposo         | [raˈpos̺ʊ]            |
| mare            | mar            | [maɾ]                |
| sole            | sol            | [s̺ol]                |
| spiaggia        | praia          | [ˈpɾajɐ]             |
| pioggia         | chuvia, choiva | [ˈt͡ʃuβjɐ], [ˈt͡ʃojβɐ] |
| neve            | neve           | [ˈnɛβɪ]              |
| soldi, denaro   | diñeiro        | [diˈɲejɾʊ]           |
| cosa            | cousa          | [ˈkows̺ɐ]             |
| testa           | cabeza         | [kaˈβeθɐ]            |
| faccia          | face, cara     | [ˈfaθɪ], [ˈkaɾɐ]     |
| occhio          | ollo           | [ˈoʎʊ]               |
| naso            | nariz          | [naˈɾiθ]             |
| bocca           | boca           | [ˈbokɐ]              |
| labbro          | labio, beizo   | [ˈlaβjʊ], [ˈbejθʊ]   |
| dente           | dente          | [ˈdentɪ]             |
| collo           | pescozo        | [pes̺ˈkoθʊ]           |
| braccio         | brazo          | [ˈbɾaθʊ]             |
| mano            | man            | [maŋ]                |
| dito della mano | dedo           | [ˈdeðʊ]              |
| gamba           | perna          | [ˈpɛɾnɐ]             |
| piede           | pé             | [pɛ]                 |
| dito del piede  | deda           | [ˈdeðɐ]              |
| cosa            | cousa          | [ˈkows̺ɐ]             |

## Frasi
| ola                           | Ciao! / Salve!                   |
| bo día                        | Buongiorno!                      |
| boa tarde                     | Buon pomeriggio!                 |
| boa noite                     | Buonasera! / Buonanotte!         |
| Como che vai?                 | Come stai?                       |
| Como estás?                   | Come va?                         |
| moi ben                       | Molto bene                       |
| ben e ti                      | Bene e tu?                       |
| Como está?                    | Come sta?                        |
| Como te chamas?               | Come ti chiami?                  |
| Como se chama?                | Come si chiama?                  |
| Encantado/-a                  | Piacere di conoscerti/conoscerla |
| Benvido/-a                    | Benvenuto/-a                     |
| Benvidos                      | Benvenuti                        |
| grazas                        | Grazie!                          |
| De onde es?                   | Di dove sei?                     |
| Son de Santiago de Compostela | Sono di Santiago di Compostela   |
| Son galego/-a                 | Sono galiziano/-a                |
| Onde vives?                   | Dove abiti?                      |
| Vivo en Vigo                  | Abito a Vigo                     |
| Estou de vacacións aquí       | Sono qui in vacanza              |
| Falas italiano?               | Parli italiano?                  |
| Si                            | Sì                               |
| Eu tamén                      | Anch'io                          |
| non                           | No                               |
| Non falo italiano             | Non parlo italiano               |
| Eu tampouco                   | Nemmeno io                       |
| Perdoe / Desculpe             | Scusi                            |
| Onde está…?                   | Dov'è…?                          |
| Por favor                     | Per favore / Per piacere         |
| Síntoo                        | Mi dispiace                      |
| non entendo                   | Non capisco                      |
| non o sei                     | Non lo so                        |
| Quería…                       | Vorrei…                          |
| Socorro!                      | Aiuto!                           |
| Ámote                         | Ti amo                           |
| Quérote                       | Ti voglio bene                   |
| Adeus!                        | Arrivederci! / Ciao! / Addio!    |
| Deica logo! / Até logo!       | A presto!                        |

## Esempio
Il « Padre Nostro » in galiziano:
Noso Pai que estás no ceo:

santificado sexa o teu nome,

veña a nós o teu reino

e fágase a túa vontade

aquí na terra coma no ceo.

O noso pan de cada día dánolo hoxe;

e perdóanos as nosas ofensas

como tamén perdoamos nós a quen nos ten ofendido;

e non nos deixes caer na tentación,

mais líbranos do mal.

Amén.